# Könyvtáros (Korongvilág)
A Könyvtáros Terry Pratchett Korongvilág könyvsorozatának egyik szereplője. Először A mágia fénye című kötetben szerepel.
A Könyvtáros eredetileg ember volt, de egy mágiakitörés következtében orangutánná változott. Ennek ellenére megtartotta állását, mint a Láthatatlan Egyetem könyvtárosa. Szereti a banánt (amivel meg is lehet vesztegetni), viszont utálja, ha majomnak nevezik. Egy sajátos orangután-nyelven beszél, amelynek minden szava "Úúk" (esetenként "Íík"). A varázslók közül Széltoló áll hozzá legközelebb, aki megérti, mit akar mondani.